# Cerkiew św. Sawy w Sztokholmie
Cerkiew św. Sawy – prawosławna cerkiew w Sztokholmie, w jurysdykcji eparchii brytyjsko-skandynawskiej Serbskiego Kościoła Prawosławnego.
Cerkiew znajduje się w dzielnicy Sztokholmu Enskede. Jest to świątynia parafialna, wzniesiona w stylu typowym dla serbskiej architektury sakralnej. We wnętrzu znajduje się dwurzędowy ikonostas.